# Benlloc

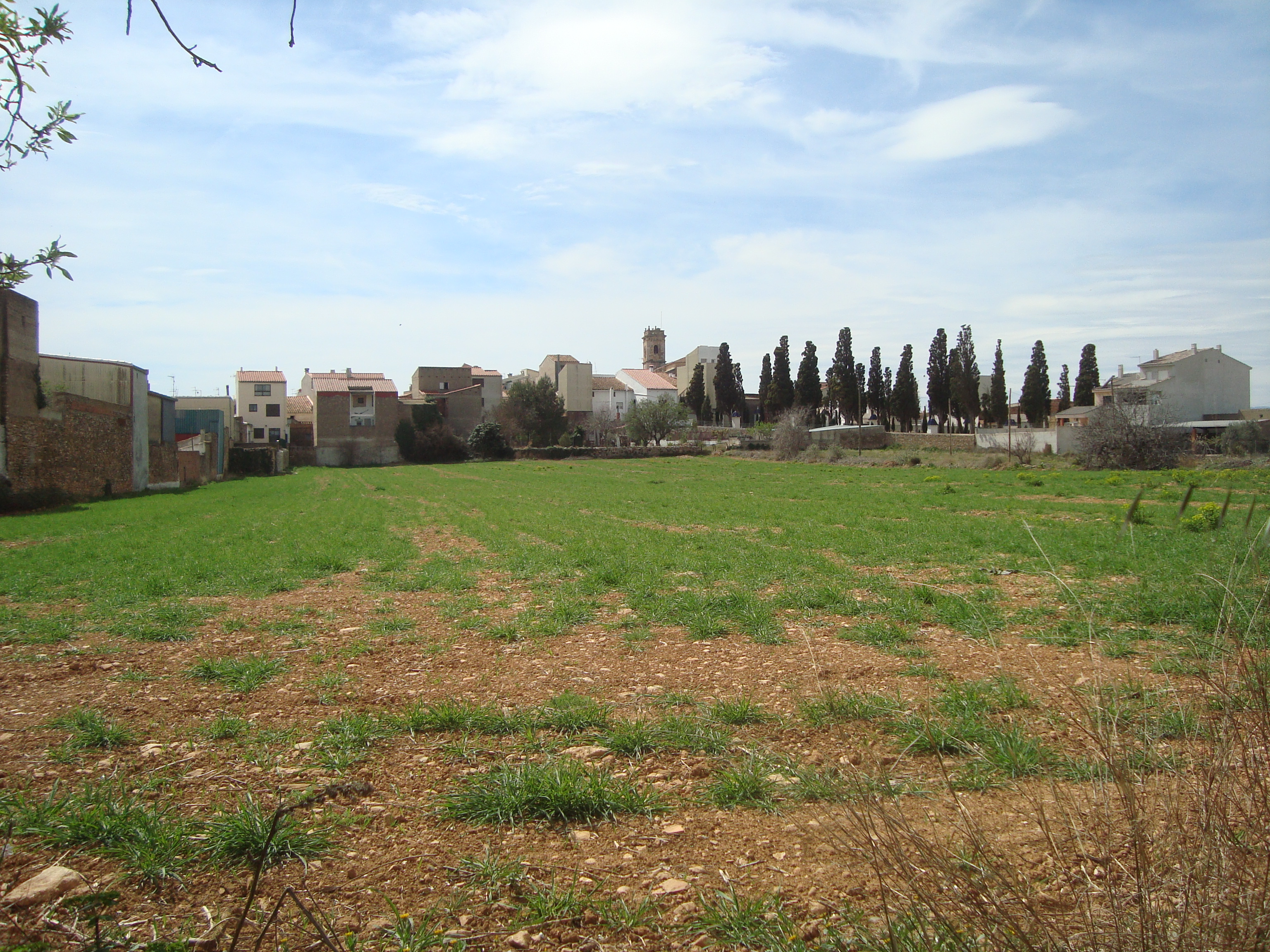
Benlloc

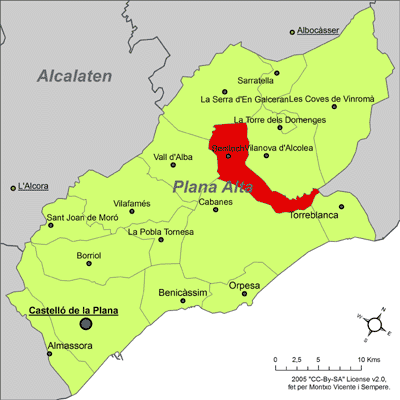
Położenie gminy na mapie comarki Plana Alta

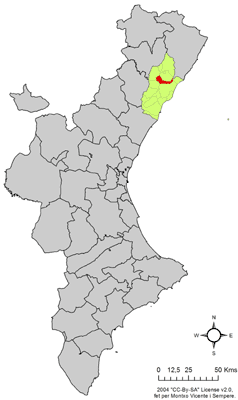
Położenie gminy na mapie Walencji

Benlloc lub Bell-lloc del Pla (hiszp. Benlloch) – gmina w Hiszpanii, we wspólnocie autonomicznej Walencja, w prowincji Castellón, w comarce Plana Alta.
Powierzchnia gminy wynosi 43,5 km². Zgodnie z danymi INE, w 2005 roku liczba ludności wynosiła 1019, a gęstość zaludnienia 23,43 osoby/km². Wysokość bezwzględna gminy równa jest 315 metrów. Współrzędne geograficzne gminy to 40°13'N, 0°20'E. Kod pocztowy do gminy to 12181.
Obecnym burmistrzem gminy jest Juan José Edo Gil z PSPV-PSOE. Od 14 do 22 sierpnia w gminie odbywają się regionalne fiesty.

## Demografia
| 1990  | 1992 | 1994 | 1996 | 1998 | 2000 | 2002 | 2004 | 2005 |
| ----- | ---- | ---- | ---- | ---- | ---- | ---- | ---- | ---- |
| 1.003 | 940  | 912  | 876  | 863  | 842  | 910  | 860  | 1019 |